# Crenicichla johanna
Crenicichla johanna (nome comum: jacundá-piranga) é uma espécie de peixe sul-americano de água doce.